# Inarwasira
Inarwasira (en népalais : इनर्वासिरा) est un comité de développement villageois du Népal situé dans le district de Bara. Au recensement de 2011, il comptait 10 612 habitants.